# Tory Belleci
Salvatore "Tory" Belleci (n. 30 octombrie 1970 în Monterey, California) este un creator american de filme și modele. Este cel mai bine cunoscut pentru rolul său în emisiunea MythBusters. De asemenea el a lucrat cu Industrial Light and Magic pentru filme ca Războiul Stelelor - Amenințarea Fantomei și Războiul Stelelor - Atacul Clonelor. Navele de război ale Federației sunt produse de Tory. El a terminat San Francisco State University. Tory a mai lucrat la  trilogia Matrix, Van Helsing, Peter Pan, Starship Troopers, Galaxy Quest și Bicentennial Man .
Unul dintre filmele create de el a apărut pe Sci-Fi Channel și la festivalul de film Slamdance.
De obicei este considerat de colegii lui Kari Byron și Grant Imahara că este mai diabolic și, de aceea, el este cel care testează părțile mai periculoase ale unor mituri. Acestea includ testarea mitului Steagul roșu unui Taur, testarea mitului cum că limba omului se lipește instant de un stâlp înghețat în Episodul Special: Zăpada și mitul "poți să stai sub apă pentru o oră respirând printr-un tub" (în Ninja Movie Myths 2). Una din cascadoriile mai populare, arătată de mai multe ori, a fost încercarea de a sări cu bicileta peste un vagon de jucărie, aterizând în față. Ca rezultat, el este des implicat în accidente minore dar, până în prezent, nu a suferit nici o rană serioasă.

## Adrese externe
- Site-ul oficial Arhivat în 22 mai 2009, la Wayback Machine.
- Biografia echipei MythBusters la Discovery Channel
- Tory Belleci la Internet Movie Database
- Tory Belleci la MySpace